# Peter Elkmann
Peter Elkmann (ur. 16 października 1981 w Steinfurt, Nadrenia Północna-Westfalia) – niemiecki kierowca wyścigowy.

## Kariera
Karierę rozpoczął, w 2000 roku, od kartingu. Po kartach, zadebiutował w 2004 roku w Niemieckiej Formule 3. Rok później został jej mistrzem. Po tym sukcesie, przeniósł się do europejskiej edycji, gdzie ścigał się w zespole Jo Zeller Racing. W ciągu sezonu startów udało mu się dwukrotnie stanąć na podium, z czego raz zwyciężyć. Ostatecznie został sklasyfikowany na 14. miejscu, z dorobkiem czternastu punktów. W 2007 roku, z powodu braku sponsorów, wstrzymał swą karierę i zajął się ponownie kartingiem. Do wyścigów powrócił w kolejnym sezonie, jednakże od tamtej pory były to okazyjne występy.